# Filip Lang z Langenfelsu
Filip Lang z Langenfelsu (* zřejmě 1560, † 1609) byl nejvyšší komoří u dvora císaře Rudolfa II., což mu umožňovalo prakticky neomezeně vládnout. Kvůli svým pletichám byl zbaven úřadu a popraven.

## Život
Lang pocházel z židovské rodiny, ale přestoupil na katolictví a vstoupil do služeb synů arcivévody Ferdinanda Tyrolského. Roku 1582 se oženil s komoří Filipiny Velserové a po několika letech se stal komořím samotného Ferdinanda.
U svých pánů stál patrně přese všechny nesprávnosti, jichž se dopouštěl, ve veliké přízni, neboť již roku 1580 byl povýšen císařem do stavu šlechtického s přídomkem von Langenfels. Ze služeb tyrolského dvora přešel, neznámo kdy, ke dvoru císaře Rudolfa a roku 1601 se objevuje poprvé mezi císařskými komořími.
Krátce na to, když první komoří císařův, rytíř Jeroným Makovský z Makova, upadl – nepochybně též pletichami Langovými – v nemilost, zaujal Lang jeho místo. V tomto postavení si získal úlisností a různými úskoky tak neomezenou důvěru a přízeň Rudolfovu, že zakrátko byl všemohoucím pánem na císařském dvoře. Císař mu 24. března 1604 potvrdil platnost šlechtického titulu i pro říši a udělil mu další výsady včetně práva stavby zámků. Jeho kariéra vyvrcholila 17. ledna 1604, kdy byl na císařovu přímluvu přijat do českého rytířského stavu. V roce 1605 dostal od Rudolfa II. panství rakouského benediktinského kláštera v Pernau, opuštěného mnichy za tureckých válek.
Kdo chtěl dosáhnout přístupu k císaři nebo se domoci nějakého úřadu, povýšení či milosti, musel si především pojistit jeho prostřednictví, ovšem za notné zaplacení. Dokonce i ministři, arcivévodové a cizí vyslanci musili stát o přízeň Langovu, a jelikož Lang při tom nezapomněl na svůj židovský původ a ujímal se i podporoval bývalé souvěrce, říkalo se posměšně, že ve Svaté říši římské národa německého vedle císaře vládne židovský král.
Lang zasahoval do nejdůležitějších jednání státních, rozhodoval svými pletichami o obsazování i nejvyšších míst úředních, vkládal se do jednání úřadů a do procesů, a běda bylo tomu, kdo si ho znepřátelil. Mezi jeho nejhanebnější činy náleželo účastenství na procesu polního maršálka Ruesswurma, který byl odsouzen k trestu smrti stětím. Při tom nesledoval Lang politické cíle, u něho vždy byla nejdůležitějším cílem vlastní kapsa.
Nemaje dosti na penězích vyzískaných uvedeným způsobem nebo z hojných darů císařových a z úřadů, jimiž jej císař obdarovával, zneužíval svého postavení k různým podvodům a úskokům, vyděračství apod., a dokonce byl obviňován i z travičství. Na dvůr císařský přišel chudý, ale již brzy oplýval přes svůj rozmařilý a nemravný život ohromným jměním. Jenom na darech obdržel přes 200 000 zlatých, což byla cena velkého panství. Zdar jeho hanebností a veliká moc, již měl v rukou, stupňovaly jeho pýchu a zpupnost, na konec se choval nešetrně i k samému císaři, mluvil o něm opovržlivě, vyzrazoval jeho tajemství a měl prsty také v rozmíškách členů císařské rodiny.
Dlouho byly marné všechny snahy zlomit jeho moc, teprve roku 1608 upadl v nemilost pro účast ve spiknutí Matyášově. Dne 1. června roku 1608 byl zbaven svého úřadu a uvězněn, a jeho ohromné jmění bylo zkonfiskováno. Vyšetřování proti němu bylo zakončeno roku 1609 s neznámým výsledkem, nicméně byl uvězněn. Lang sám zemřel roku 1609 nebo počátkem roku 1610 ve vězení, údajně násilnou smrtí. Z jeho synů starší Ondřej sloužil u dvora a mladší Ferdinand byl apelačním radou. Oba i po otcově pádu si svá místa zachovali.
Jejich[čí?] potomci žijí dodnes.

## V kultuře
- Císařův komoří se objevil ve slavné dvoudílné historické komedii Císařův pekař - Pekařův císař z roku 1951 v podání Bohumila Záhorského
- Objevil se také v historickém románu Miloše Václava Kratochvíla, Osamělý rváč, který pojednává o životě císařova polního maršálka Russworma (Ruesswurma)